# Rectisura richardsonae
Rectisura richardsonae is een pissebed uit de familie Munnopsidae. De wetenschappelijke naam van de soort is voor het eerst geldig gepubliceerd in 2003 door Malyutina.